# Фланден, Пьер Этьенн
Пьер Этьенн Фланден (фр. Pierre-Étienne Flandin; 12 апреля 1889, Париж — 13 июня 1958, Сен-Жан-Кап-Ферра, Франция) — французский государственный и политический деятель. Премьер-министр Франции с 8 ноября 1934 по 1 июня 1935 года.

## Биография
Получил высшее юридическое образование. Занимался адвокатской практикой.
В 1914—1940 годах депутат Национального Собрания, в 1930-х лидер парламентской группы Демократического альянса. В 1924—1934 годах занимал различные министерские посты. С 8 ноября 1934 по 1 июня 1935 года председатель Совета Министров Французской Республики. С 24 января по 4 июня 1936 года министр иностранных дел Франции в кабинете Сарро. Выступал против политики Народного фронта. В 1938 году он одобрил Мюнхенские соглашения, отправив свои личные поздравления четырем подписавшим их сторонам (Чемберлену, Даладье, Муссолини и Гитлеру).
В 1940 году поддерживал действия маршала Петена по выходу Франции из войны и заключению союза с Германией. С 13 декабря 1940 по 9 февраля 1941 года занимал пост министра иностранных дел в коллаборационистском правительстве Виши. 14 декабря 1940 года включён в Высший правительственный совет (кроме него в совет входили Петен, Дарлан, Лаваль и Хюнтцигер).
В минимальной мере сотрудничал с немцами, оказывая поддержку союзникам. В начале ноября 1942 года уехал в Алжир к Дарлану, где 11 декабря был арестован, в 1944 году передан французским властям. 26 июля 1946 года приговорён Высшим судом юстиции в Париже к 5 годам поражения в правах (в тот же день, учитывая заслуги перед движением Сопротивления, приговор был аннулирован).

## Правительство Фландена (8 ноября 1934 — 1 июня 1935)
- Пьер Этьенн Фланден — председатель Совета Министров;
- Жорж Перно — вице-председатель Совета Министров и министр юстиции;
- Пьер Лаваль — министр иностранных дел;
- Луи Морен — военный министр;
- Марсель Ренье — министр внутренних дел;
- Луи Жермен-Мартен — министр финансов;
- Поль Жакье — министр труда;
- Франсуа Пьетри — военно-морской министр;
- Гийом Бертран — министр торгового флота;
- Виктор Денэн — министр авиации;
- Андре Маллярм — министр национального образования;
- Жорж Риволлет — министр пенсий;
- Эмиль Кассет — министр сельского хозяйства;
- Луи Роллен — министр колоний;
- Анри Руа — министр общественных работ;
- Анри Кей — министр здравоохранения и физической культуры;
- Жорж Мандель — министр почт, телеграфов и телефонов;
- Поль Маршандо — министр торговли и промышленности;
- Эдуар Эррио — государственный министр;
- Луи Марен — государственный министр.